# ハプログループY (mtDNA)

北海道のmtDNAハプログループの分布（3世紀以降にY1系統の拡散がみられる）

ハプログループY (mtDNA)（ハプログループY (ミトコンドリアDNA)、英: Haplogroup Y (mtDNA)）とは、分子人類学で用いられる、人類のミトコンドリアDNAハプログループ（型集団）の分類のうち、ハプログループNの子型ハプログループN9を祖先に持ち、「8392 10398 14178 14693 16126 16223 16231」の変異により定義されるものである。下位系統はY1とY2に分かれ、両者の最も近い共通祖先はBehar et al. (2012)によれば24576.4 (SD 7083.2)年前、FTDNAによれば24,326 (99% CI 30,101 - 19,264)年前と推定されている。但し、上記はY1及びY2を含むグループの最も近い共通祖先の推定年代であり、オホーツク海周辺の諸民族に多く見られるY1aの最も近い共通祖先はそれより遥かに最近の者である（Behar et al. 2012によれば7467.5 [SD 5526.7]年前、YFullによれば6200 (95% CI 9400 <-> 3900)年前、FTDNAによれば5,844 [99% CI 6,907 - 4,884]年前）。

## 分布

### Y1系統
ハプログループYのうちY1系統はオホーツク海周辺の民族で高頻度である。ニヴフに約66%、ウリチに約38%、ネギダールに約21%、アイヌに約20%である
 。またカムチャツカ半島の先住民（コリヤーク人、イテリメン族）にもみられる。

### Y2系統
インドネシアやフィリピンにはY2系統が分布している。インドネシアのニアス島では島民の40.0%がミトコンドリアDNAハプログループY2に属すというデータが発表されている。

## 系統樹
- Y（TMRCA 24,326 [99% CI 30,101 - 19,264]年前[3]） 中国（漢族 1.232%[11]）
  - Y1 (Y+T146C!+G3834A+C16266T)（TMRCA 14,314 [99% CI 17,732 - 11,320]年前[3]） 中国（漢族 0.905%[11]）、日本（中部北陸等・計0.2%[12]）
    - Y1a (Y1+A7933G) ロシア（カムチャツカ地方エヴェン・ザバイカリエ地方ブリヤート・ニヴフ[4]）、モンゴル[4]、中国[3]（ダウール族・漢族・ティンリ県チベット族[4]、漢族 0.194%[11]）、韓国[3]、日本（近畿・計0.1%[12]）（TMRCA 5,844 [99% CI 6,907 - 4,884]年前[3]）
      - Y1a1 (Y1a+T12732C) スロバキア[4][3]、ハンガリー（今より約1300年前のアヴァール人骨MH894759[4]等[3]）、ルーマニア[3]、トルコ[4][3]、カザフスタン（今より約2588年前の人骨BIR013[4]）、キルギス[4]、中国（ウイグル族・黒竜江省ダウール族[4]、漢族 0.083%[11]）、ロシア（タイミル自治管区エヴェンキ・サハ共和国ヤクート・Kellog村ケット・サンクトペテルブルク[4]）（TMRCA 3,636 [99% CI 4,531 - 2,856]年前[3]）
        - Y1a1a (Y1a1+G1888A) 中国[4][3]
          - Y1a1a1 (Y1a1a+A3865G) 中国（赫哲族[4]）
            - Y1a1a1a (Y1a1a1+G7642A) ロシア（ウデヘ[4]）

        - Y1a1b (Y1a1+T3394C) ロシア（Yelogui及びKellogケット[4]）
        - Y1a1c (Y1a1+A16215G) ハンガリー（今より約1030年前の人骨K1per7[4]）、オイラト[4]、中国（ウイグル族[4]）
        - Y1a1d (Y1a1+A3343G) 中国（バルガ族[4]）、ロシア（ブリヤート[4]）

      - Y1a3 (Y1a+A15322G)
      - Y1a6 (Y1a+T4688C) ウクライナ[3]
      - Y1a+T16189C! ロシア（ニヴフ・ウリチ・ウデヘ[4]）
        - Y1a2 (Y1a+T16189C!+A12397G)
          - Y1a2a (Y1a2+T2010C) ロシア（コリャーク[4]）

        - Y1a+T16189C!+G4048A ロシア（エヴェン・マガダン州ギジガ村コリャーク[4]）
        - Y1a+T16189C!+C16231T! ロシア（ウリチ[4]）、中国（赫哲族[4]）
        - Y1a+T16189C!+T16311C! ロシア（ニヴフ[4]）
        - Y1a+T16189C!+C16292T
          - Y1a+T16189C!+C16292T+G11902A
            - Y1a+T16189C!+C16292T+G11902A+G3438A ロシア（ニヴフ[4]）
              - Y1a+T16189C!+C16292T+G11902A+G3438A+G15106A ロシア（ニヴフ[4]）

          - Y1a+T16189C!+C16292T+T16266C! ロシア（ニヴフ・ウリチ[4]）
          - Y1a+T16189C!+C16292T+G12164A ロシア（マガダン州エヴェンスクコリャーク・マガダン州ギジガ村コリャーク・マガダン州ギジガ村エヴェン[4]）

        - Y1a+T16189C!+C14684T ロシア（ウリチ・サハリン州ノグリキ村ニヴフ[4]）
        - Y1a+T16189C!+T414G ロシア（サハリン州ノグリキ村ニヴフ[4]）
        - Y1a+T16189C!+C9211T ロシア（サハリン州ノグリキ村ニヴフ[4]）
          - Y1a+T16189C!+C9211T+A11011G ロシア（サハリン州ノグリキ村ニヴフ[4]）

        - Y1a+T16189C!+T489C ロシア（サハリン州ノグリキ村ニヴフ[4]）
        - Y1a+T16189C!+G8764A ロシア（サハリン州ノグリキ村ニヴフ[4]）
        - Y1a+T16189C!+C8270CACCCCCTCT ロシア（ニヴフ[4]）
        - Y1a+T16189C!+C16270T
          - Y1a+T16189C!+C16270T+C16222T 中国（赫哲族[4]）

    - Y1b (Y1+A10097G+C15460T)（TMRCA 9,106 [99% CI 12,287 - 6,472]年前[3]） 中国（漢族 0.531%[11]）
      - Y1b1 (Y1b+G15221A) 中国（漢族 0.392%[11]）
        - Y1b1a (Y1b1+C9278T) ベトナム（ホーチミン市キン族[4]）、日本（千葉県[4]、中部北陸・計0.1%[12]）、中国（湖北省漢族1人・江蘇省漢族1人・計0.009%[11]）
          - Y1b1a1 (Y1b1a+C553T) 中国（河南省[4]）

        - Y1b1b (Y1b1+A4958G) 中国（漢族 0.078%[11]、河南省[4]）
        - Y1b1c (Y1b1+G3591A) 中国（重慶市漢族1人・湖南省漢族1人・湖北省漢族1人・浙江省漢族1人・江蘇省漢族1人・計0.023%[11]）
        - Y1b1d (Y1b1+T13768C) 福建省南竿（馬祖）島[4]
        - Y1b1e (Y1b1+T204A)

      - Y1b2 (Y1b+T10238C) ロシア（タタール[4]）、中国（漢族 0.115%[11]）

    - Y1c (Y1+A16399G)（TMRCA 8200 [95% CI 13500 <-> 4700]年前[4]） 中国（漢族 0.143%[11]）
      - Y1c1 (Y1c+A10379G) 中国（黒竜江省ダウール族・香港[4]）、ロシア（ハムニガン[4]）
        - Y1c1a (Y1c1+A9236G) 中国（ウイグル族[4]）
        - Y1c1b (Y1c1+A4562G) 韓国[4]
          - Y1c1b1 (Y1c1b+T16311C!) 韓国[4]、カナダ[4]

      - Y1c2 (Y1c+T10370C) 韓国[4]、中国[4]（漢族 甘粛省1人・四川省4人・湖南省2人・重慶市1人・江西省1人・安徽省1人・北京市1人・河南省1人・上海市1人・山東省1人・江蘇省1人・計0.069%[11]）

    - Y1d (Y1+C11713T) タイ王国（ヤオ族[4]）、台湾（漢族[4]）

  - Y2 中国[4]（漢族 0.272%[11]）、日本（北海道・東北・近畿・計0.2%[12]）（TMRCA 7,998 [99% CI 9,561 - 6,598]年前[3]）
    - Y2a (Y2+T12161C) 台湾（サイシアト族・ツォウ族[4]）、フィリピン（マラナオ族[4]）、中国（湖北省漢族1人・浙江省漢族1人・計0.009%[11]）（TMRCA 6,903 [99% CI 8,249 - 5,697]年前[3]）
      - Y2a1 (Y2a+T11299C) フィリピン、マレーシア、インドネシア、アメリカ合衆国
        - Y2a1a (Y2a1+C2856T) アメリカ合衆国（ヒスパニック[4]）
          - Y2a1a1 (Y2a1a+G13135A) フィリピン（イフガオ族[4]）
            - Y2a1a1a (Y2a1a1+T2387C) フィリピン（カンカナエ族・イフガオ族[4]）

        - Y2a1b (Y2a1+T146C!) フィリピン[4]、アメリカ合衆国[4]
          - Y2a1b1 (Y2a1b+G930A) フィリピン（スリガオ族・ママンワ族[4]）、アメリカ合衆国[4]

        - Y2a1c (Y2a1+G228A) インドネシア（スマトラ島Besemah族）、マレーシア（ケダ州アチェ人・ペラ州バンジャル人[4]）
        - Y2a1d (Y2a1+A4767G) フィリピン（マノボ族[4]）

      - Y2a2 (Y2a+A4824G) 台湾（タイヤル族[4]）
      - Y2a3 (Y2a+G7211A) ブルネイ[4]

    - Y2b (Y2+C338T) 日本（愛知県等[4]）、韓国（大田広域市[4]）、ロシア（ブリヤート[4]）
    - Y2c (Y2+A7934G) 中国（上海市・江蘇省[4]）
    - Y2d (Y2+A10190G) 日本（東京都・愛知県[4]）
    - Y2e (Y2+A11641G) ロシア（ハムニガン[4]）、中国（黒竜江省ダウール族[4]、山西省漢族1人・河南省漢族1人・江蘇省漢族1人・計0.014%[11]）
    - Y2f (Y2+G12561A) 中国[4]（黒竜江省漢族2人・安徽省漢族1人・山東省漢族1人・浙江省漢族1人・計0.023%[11]）

## アイヌとオホーツク人
アイヌはハプログープYを持つが、縄文人には全く観察されていない。いっぽうオホーツク人のなかにハプログループYが確認され、アイヌ民族とオホーツク人との遺伝的共通性が判明した。1980年代に血液が採取された平取町アイヌ51名の内、10名（19.6%）がミトコンドリアDNAハプログループY1に属し、北海道から出土した江戸時代の遺骸から採取した歯（アイヌの祖先の歯と思われる）から抽出したDNAを調べ94体の内30体（31.9%）がミトコンドリアDNAハプログループY1に属していたという結果が発表されている。更に、江戸時代の遺骸を出土した場所によって「Southwestern Hokkaido（北海道南西部）」と「Northeastern/Central Hokkaido（北海道北東部及び中部）」とに分けても、北海道南西部出土遺骸51体中15体（29.4%）、北海道北東部・中部出土遺骸43体中15体（34.9%）がミトコンドリアDNAハプログループY1に属すという結果が得られ、有意差が認められないためハプログループY1が北海道各地に江戸時代までに満遍なく拡散していた事が分かっている。
| ヒトのミトコンドリアDNAハプログループの系統樹 |                          |    |    |    |    |     |    |    |    |    |    |    |    |    |    |    |    |    |    |    |   |   |   |   |   |    |    |   |   |   |   |  |  |  |  |  |  |
|                                               | ミトコンドリア・イブ (L) |    |    |    |    |     |    |    |    |    |    |    |    |    |    |    |    |    |    |    |   |   |   |   |   |    |    |   |   |   |   |  |  |  |  |  |  |
| L0                                            | L1                       | L5 | L2 | L6 | L4 | L3  | L3 | L3 | L3 | L3 | L3 | L3 | L3 | L3 | L3 | L3 |    |    |    |    |   |   |   |   |   |    |    |   |   |   |   |  |  |  |  |  |  |
| L0                                            | L1                       | L5 | L2 | L6 | L4 |     |    |    |    |    | M  | M  | M  | M  | M  |    | N  | N  | N  | N  | N |   |   |   |   |    |    |   |   |   |   |  |  |  |  |  |  |
| L0                                            | L1                       | L5 | L2 | L6 | L4 | M7  |    | M8 | M8 |    | M9 |    | D  | G  | Q  | N1 |    | N2 |    | N9 |   | A | O | S | X |    | R  | R | R | R | R |  |  |  |  |  |  |
| L0                                            | L1                       | L5 | L2 | L6 | L4 | M7a | C  | Z  | E  | I  | W  | Y  | D  | G  | Q  | R0 | R0 |    | R9 |    | B | A | O | S | X | JT | JT | P | U |   |   |  |  |  |  |  |  |
| L0                                            | L1                       | L5 | L2 | L6 | L4 | M7a | C  | Z  | E  | I  | W  | Y  | D  | G  | Q  | HV | HV | F  | J  | T  | B | A | O | S | X | K  |    | P |   |   |   |  |  |  |  |  |  |
| L0                                            | L1                       | L5 | L2 | L6 | L4 | M7a | C  | Z  | E  | I  | W  | Y  | D  | G  | Q  | H  | V  | F  | J  | T  | B | A | O | S | X | K  |    | P |   |   |   |  |  |  |  |  |  |